# خوشحال (آلبوم جین)
خوشحال (انگلیسی: Happy) نخستین آلبوم استودیویی خواننده اهل کره جنوبی، جین از بی‌تی‌اس است. این آلبوم در ۱۵ نوامبر ۲۰۲۴ توسط بیگ هیت میوزیک منتشر شد.

## پیش‌زمینه و انتشار
در سال ۲۰۲۲، جین با انتشار تک‌آهنگ «فضانورد» به عنوان هنرمند انفرادی فعالیتش را آغاز کرد. کمی پس از انتشار این ترانه، جین برای خدمت سربازی نام‌نویسی کرد که در ژوئیه ۲۰۲۴ مرخص شد. آلبوم خوشحال در ۱۴ اکتبر ۲۰۲۴ توسط بیگ هیت میوزیک معرفی شد و اعلام شد که این آلبوم شامل شش قطعه خواهد بود. این آلبوم شامل همکاری با گری بارلو از گروه پاپ انگلیسی تیک دت و وندی از گروه کره‌ای رد ولوت است.

## جدول‌های موسیقی
| جدول (۲۰۲۴)                                | بالاترین جایگاه |
| ------------------------------------------ | --------------- |
| آلبوم‌های استرالیایی (ای‌آرآی‌ای)             | ۵۱              |
| آلبوم‌های بلژیکی (اولتراتاپ فلاندرز)        | ۷۰              |
| آلبوم‌های بلژیکی (اولتراتاپ والونیا)        | ۱۹              |
| آلبوم‌های کانادایی (بیلبورد)                | ۴۳              |
| آلبوم‌های آلمانی (۱۰۰ آلبوم برتر رسمی)      | ۱۶              |
| آلبوم‌های ایتالیایی (اف‌آی‌ام‌آی)              | ۷۵              |
| آلبوم‌های ژاپنی (اوریکون)                   | ۲               |
| آلبوم‌های ترکیبی ژاپنی (اوریکون)            | ۲               |
| آلبوم‌های داغ ژاپنی (بیلبورد ژاپن)          | ۲               |
| آلبوم‌های نیوزیلند (آرام‌ان‌زی)               | ۱۶              |
| آلبوم‌های اسکاتلندی (شرکت جدول‌های رسمی)     | ۱۳              |
| آلبوم‌های کره جنوبی (سرکل)                  | ۳               |
| آلبوم‌های سوئیسی (جدول موسیقی سوئیس)        | ۱۱              |
| فروش آلبوم‌های بریتانیا (شرکت جدول‌های رسمی) | ۱۹              |
| بیلبورد ۲۰۰ ایالات متحده                   | ۴               |
| آلبوم‌های موسیقی ملل ایالات متحده (بیلبورد) | ۲               |

## تاریخچه انتشار
| منطقه     | تاریخ          | فرمت                  | ناشر               |
| --------- | -------------- | --------------------- | ------------------ |
| مختلف     | ۱۵ نوامبر ۲۰۲۴ | دانلود دیجیتال استریم | بیگ هیت            |
| کره جنوبی | ۱۵ نوامبر ۲۰۲۴ | سی‌دی                  | بیگ هیت وای‌جی پلاس |